# Nick Alfieri
Nicholas James Alfieri, detto Nick (Portland, 1992), è un ex giocatore di football americano statunitense naturalizzato italiano, che ha giocato come linebacker.
È fratello maggiore di Mikey Alfieri, giocatore degli Schwäbisch Hall Unicorns.